# Charlotte Amalie, Quần đảo Virgin thuộc Mỹ
Charlotte Amalie là thủ đô và là thành phố lớn nhất của Quần đảo Virgin thuộc Mỹ. Vị trí địa lý nằm trên đảo Saint Thomas và theo ước tính năm 2004, thành phố có dân số 19.000 người.

## Khí hậu
| Dữ liệu khí hậu của Charlotte Amalie | Dữ liệu khí hậu của Charlotte Amalie | Dữ liệu khí hậu của Charlotte Amalie | Dữ liệu khí hậu của Charlotte Amalie | Dữ liệu khí hậu của Charlotte Amalie | Dữ liệu khí hậu của Charlotte Amalie | Dữ liệu khí hậu của Charlotte Amalie | Dữ liệu khí hậu của Charlotte Amalie | Dữ liệu khí hậu của Charlotte Amalie | Dữ liệu khí hậu của Charlotte Amalie | Dữ liệu khí hậu của Charlotte Amalie | Dữ liệu khí hậu của Charlotte Amalie | Dữ liệu khí hậu của Charlotte Amalie | Dữ liệu khí hậu của Charlotte Amalie |
| Tháng                                | 1                                    | 2                                    | 3                                    | 4                                    | 5                                    | 6                                    | 7                                    | 8                                    | 9                                    | 10                                   | 11                                   | 12                                   | Năm                                  |
| ------------------------------------ | ------------------------------------ | ------------------------------------ | ------------------------------------ | ------------------------------------ | ------------------------------------ | ------------------------------------ | ------------------------------------ | ------------------------------------ | ------------------------------------ | ------------------------------------ | ------------------------------------ | ------------------------------------ | ------------------------------------ |
| Cao kỉ lục °F (°C)                   | 93 (34)                              | 93 (34)                              | 94 (34)                              | 96 (36)                              | 97 (36)                              | 99 (37)                              | 98 (37)                              | 99 (37)                              | 98 (37)                              | 97 (36)                              | 95 (35)                              | 92 (33)                              | 99 (37)                              |
| Trung bình ngày tối đa °F (°C)       | 84.1 (28.9)                          | 84.3 (29.1)                          | 84.5 (29.2)                          | 85.7 (29.8)                          | 87.2 (30.7)                          | 88.9 (31.6)                          | 89.7 (32.1)                          | 89.8 (32.1)                          | 89.2 (31.8)                          | 88.4 (31.3)                          | 86.6 (30.3)                          | 85.2 (29.6)                          | 87.0 (30.6)                          |
| Trung bình ngày °F (°C)              | 78.8 (26.0)                          | 78.9 (26.1)                          | 79.1 (26.2)                          | 80.6 (27.0)                          | 82.3 (27.9)                          | 84.1 (28.9)                          | 84.5 (29.2)                          | 84.7 (29.3)                          | 84.4 (29.1)                          | 83.3 (28.5)                          | 81.6 (27.6)                          | 80.1 (26.7)                          | 81.9 (27.7)                          |
| Tối thiểu trung bình ngày °F (°C)    | 73.6 (23.1)                          | 73.5 (23.1)                          | 73.8 (23.2)                          | 75.5 (24.2)                          | 77.5 (25.3)                          | 79.3 (26.3)                          | 79.3 (26.3)                          | 79.6 (26.4)                          | 79.5 (26.4)                          | 78.3 (25.7)                          | 76.6 (24.8)                          | 74.9 (23.8)                          | 76.8 (24.9)                          |
| Thấp kỉ lục °F (°C)                  | 63 (17)                              | 62 (17)                              | 60 (16)                              | 62 (17)                              | 66 (19)                              | 67 (19)                              | 66 (19)                              | 64 (18)                              | 64 (18)                              | 64 (18)                              | 61 (16)                              | 62 (17)                              | 60 (16)                              |
| Lượng mưa trung bình inches (mm)     | 2.64 (67)                            | 1.90 (48)                            | 1.86 (47)                            | 2.24 (57)                            | 3.02 (77)                            | 2.35 (60)                            | 2.91 (74)                            | 4.37 (111)                           | 5.89 (150)                           | 5.28 (134)                           | 6.06 (154)                           | 2.93 (74)                            | 41.45 (1.053)                        |
| Số ngày mưa trung bình (≥ 0.01 in)   | 15.0                                 | 13.5                                 | 10.7                                 | 10.6                                 | 11.9                                 | 10.9                                 | 14.8                                 | 15.8                                 | 15.2                                 | 17.3                                 | 18.5                                 | 17.4                                 | 171.6                                |
| Nguồn: NOAA                          |                                      |                                      |                                      |                                      |                                      |                                      |                                      |                                      |                                      |                                      |                                      |                                      |                                      |